# Travis Homer
Travis Homer (West Palm Beach, 7 agosto 1998) è un giocatore di football americano statunitense che milita nel ruolo di running back per i Chicago Bears della National Football League (NFL).

## Carriera

### Seattle Seahawks
Homer fu scelto nel corso del quinto giro (142º assoluto) del Draft NFL 2019 dai Seattle Seahawks. Debuttò come professionista subentrando nella vittoria interna del primo turno sui Cincinnati Bengals senza tentare alcuna corsa. La sua prima portata in carriera fu il 2 dicembre 2019, durante il Monday Night Football contro i Minnesota Vikings, dove, dopo una finta di punt, corse per 29 yard, guadagnando il primo down.
Disputò la prima gara come titolare in carriera nell'ultimo turno della stagione regolare contro i San Francisco 49ers dopo gli infortuni di Chris Carson e Rashaad Penny. In quella partita corse 10 volte per 62 yard e ricevette 5 passaggi per 30 yard nella sconfitta per 26-21.
Nel quarto turno della stagione 2020 Homer segnò il primo touchdown in carriera su passaggio da 3 yard del quarterback Russell Wilson.
Nella settimana 8 della stagione 2021 Homer recuperò un onside kick avversario e lo ritornò per 44 yard in touchdown. Nella settimana 13 su una finta di punt corse per 73 yard in touchdown. Nella stessa partita recuperò anche un fumble su ritorno di kickoff, venendo premiato come giocatore degli special team della NFC della settimana.

### Chicago Bears
Il 14 marzo 2023 Homer firmó con i Chicago Bears un contratto biennale del valore massimo di 4,5 milioni di dollari.